# Eriopyga perrubra
Eriopyga perrubra är en fjärilsart som beskrevs av George Francis Hampson 1909. Eriopyga perrubra ingår i släktet Eriopyga och familjen nattflyn. Inga underarter finns listade i Catalogue of Life.